# 吸飲み

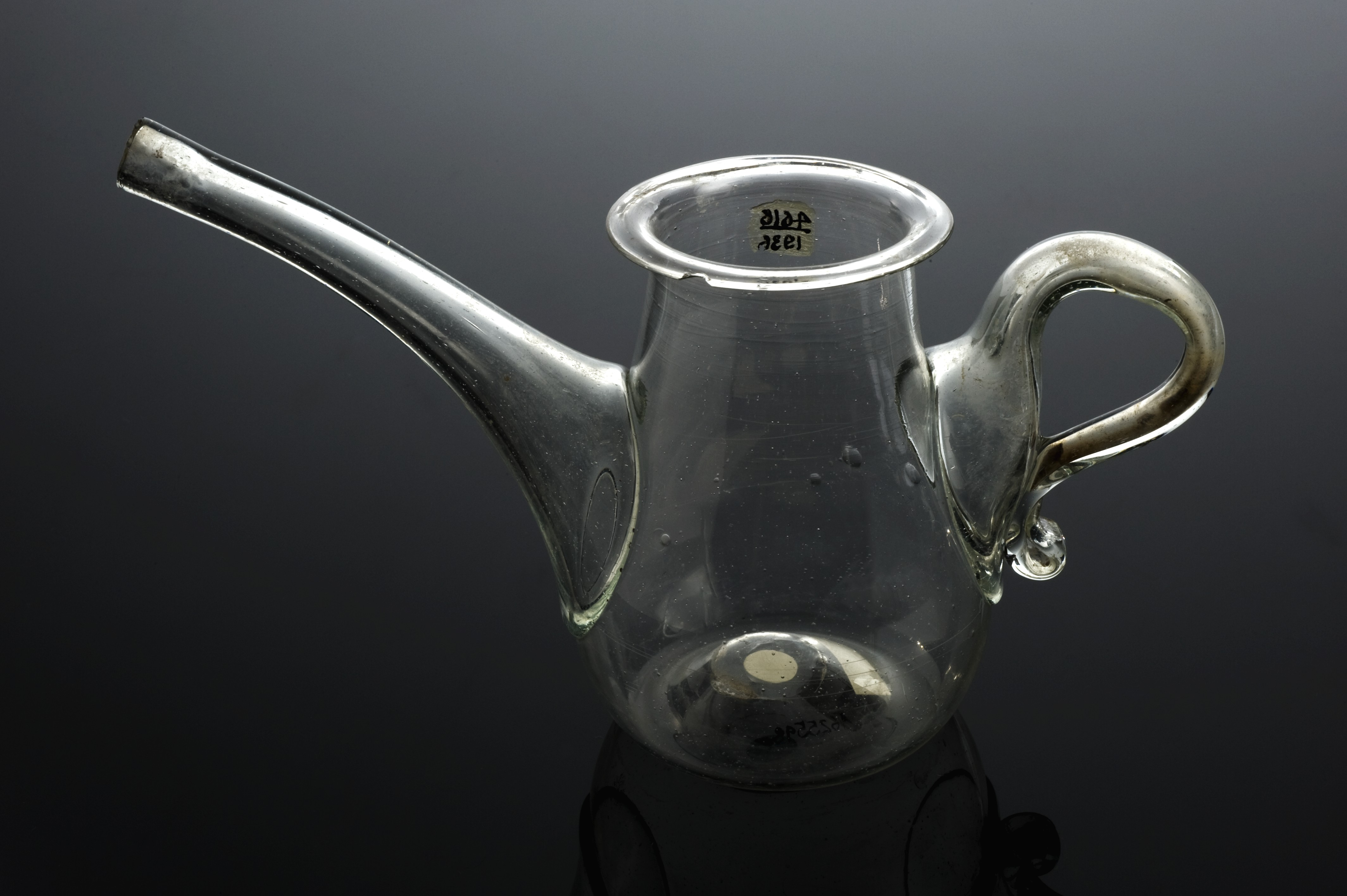
ガラス製の吸い飲み。18 - 19世紀ヨーロッパ

吸い飲み（すいのみ、feeding cup、吸飲み、吸い呑み、吸口、水飲み、水呑み）とは、病人が寝たままでも水を飲めるようにした容器のことである。薬呑器と表記して販売されている製品もある。

## 概要

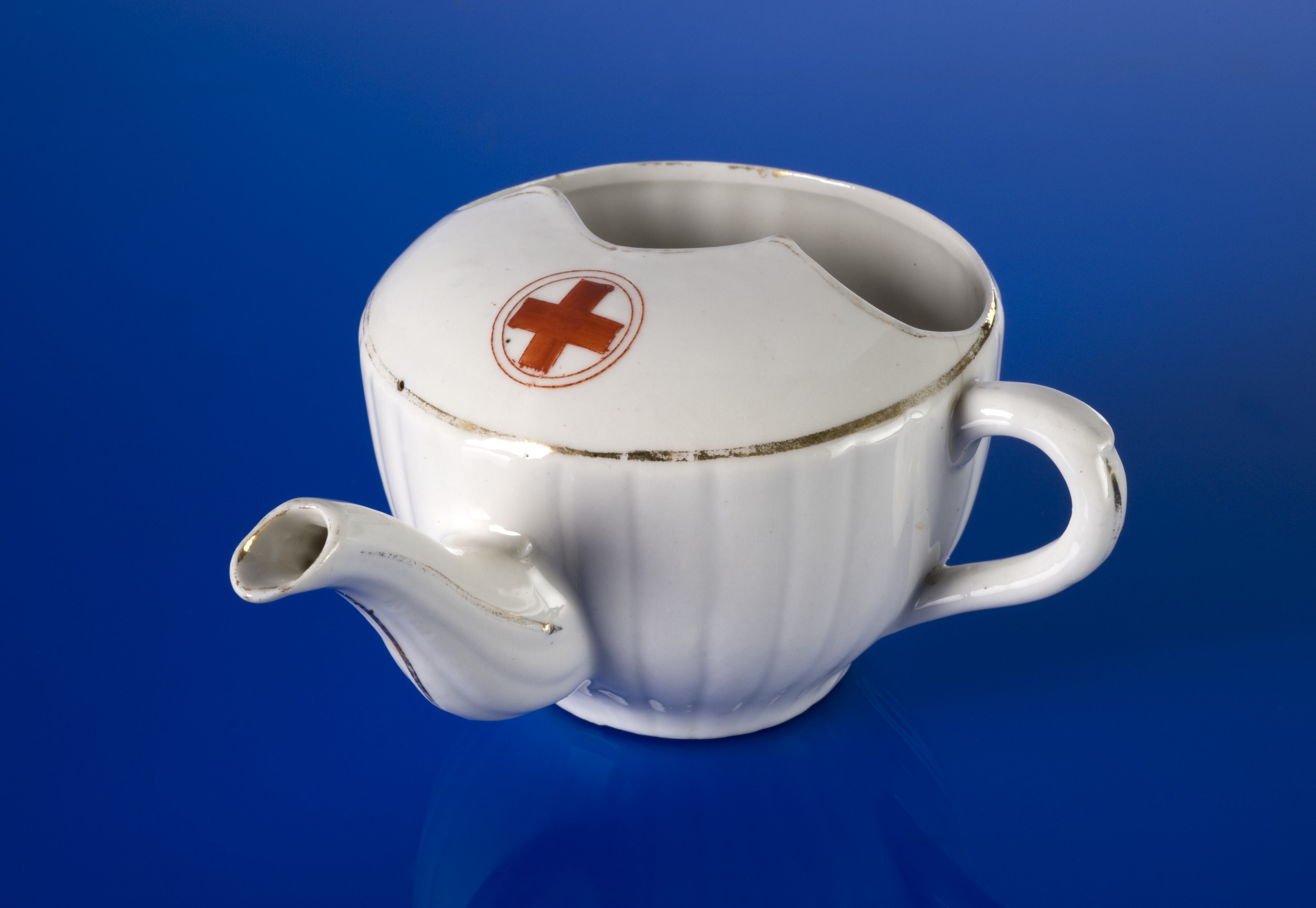
赤十字の白磁製吸い飲み。右利き用に取っ手がついている。第一次世界大戦頃のイギリス

急須に形が似ており、病人が一人でも飲めるように取っ手が付いている。看病人が飲ませられるようにと横に取ってが付いた吸い飲みもある。素材は主にプラスチックやガラスだが、かつては陶器、白磁が用いられていた。蓋はプラスチックやアルミが使われている。